# Fachangestellter für Bürokommunikation
Fachangestellter für Bürokommunikation (FAB) war von 1992 bis 2014 ein in Deutschland anerkannter dreijähriger Ausbildungsberuf im Bereich des öffentlichen Dienstes nach dem Berufsbildungsgesetz (BBiG).
Fachangestellte für Bürokommunikation sind in den Verwaltungen von Bund, Ländern und Kommunen sowie anderen öffentlichen Einrichtungen tätig, z. B. in Stiftungen des öffentlichen Rechts, bei öffentlich-rechtlichen Wirtschafts- und Berufsvertretungen, öffentlich-rechtlichen Rundfunkanstalten, in Krankenhäusern und an Universitäten. Hier entlasten sie überwiegend die jeweiligen Sachbearbeiter von Routine- und Schreibaufgaben. Im Vordergrund ihrer Tätigkeit steht die Übermittlung des gesprochenen und geschriebenen Wortes durch Arbeitsplatzcomputer, Telefon, Telefax, Video-/Telefonkonferenzen, E-Mail und andere technische Mittel. Darüber hinaus wirken sie bei einfachen Tätigkeiten der Sachbearbeitung mit.
Per 1. August 2014 wurden die drei Büroberufe – Fachangestellter für Bürokommunikation, Kaufmann für Bürokommunikation und Bürokaufmann – zum neuen Berufsbild Kaufmann für Büromanagement fusioniert.

## Berufsbild
Der Beruf stellt quasi das Pendant zum Kaufmann für Bürokommunikation dar und wurde speziell für den öffentlichen Dienst konzipiert. Er ist eng verwandt mit dem Beruf des Verwaltungsfachangestellten, unterscheidet sich jedoch von diesem hauptsächlich in der weniger stark rechtswissenschaftlich ausgeprägten Ausbildung. Dieser Ausbildungsberuf ist die Weiterentwicklung der früheren Ausbildung zur Stenosekretärin, wo gezielt meist weibliche Mitarbeiter für den Vorzimmer- oder Assistenzdienst ausgebildet wurden. Diese Ausbildung befähigt die Absolventen nicht nur als Assistenzkraft tätig zu sein, sondern auch als Sachbearbeiter in der öffentlichen Verwaltung zu wirken. Während der Ausbildung sind die Ausbildungsbedingungen im Tarifvertrag für Auszubildende des öffentlichen Dienstes (TVAöD) vereinbart.
Dabei sind die Berufsbezeichnungen Verwaltungsfachangestellter und Fachangestellter für Bürokommunikation in der öffentlichen Verwaltung als gleichrangig eingestuft. Das zeigt sich auch daran, dass für beide Ausbildungsabsolventen ein Aufstieg zum Verwaltungsfachwirt über die Angestelltenprüfung II möglich ist.
Fachangestellte für Bürokommunikation werden nach ihrer Ausbildung üblicherweise in ein Arbeitnehmerverhältnis übernommen, das sich nach den Bestimmungen der Tarifverträge im öffentlichen Dienst (Tarifvertrag für den öffentlichen Dienst (TVöD), Tarifvertrag für den öffentlichen Dienst der Länder (TV-L) usw.) richtet; die früheren Tarifverträge wie der Bundes-Angestelltentarifvertrag (BAT) oder der Manteltarifvertrag für Arbeiterinnen und Arbeiter des Bundes und der Länder (MTArb) finden keine Anwendung mehr. Die Tätigkeiten sind mit denen der einfachen und mittleren Beamtenlaufbahn vergleichbar.

## Finanzielle Aspekte
Angestellte beim Bund und bei den Kommunen erhalten ein Tabellenentgelt (kurz: Entgelt). Sie werden in den Entgeltgruppen zwischen 1 und 15 eingruppiert, die sich wiederum in 6 Stufen unterteilen (Stufen 1 und 2 sind die Grundentgelte, die Stufen 3 bis 6 entsprechen Entwicklungsstufen gemäß Tarifautomatik). Das niedrigste Grundentgelt beträgt 1.670,94 Euro (Entgeltgruppe 1, Stufe 2) sowohl beim Bund als auch bei den Kommunen. Das höchste erreichbare Entgelt beträgt beim Bund 5.878,91 Euro (Entgeltgruppe 15, Entwicklungsstufe 5) und bei den Kommunen 6.183,20 Euro (Entgeltgruppe 15, Entwicklungsstufe 6).
Auszubildende, die ihre Lehre beim Bund bzw. bei Kommunen absolvieren, erhalten jeweils das gleiche Ausbildungsentgelt (brutto), während das Entgelt für Auszubildende bei den Ländern (siehe weiter unten) abweicht.

### Auszubildende beim Bund und bei den Kommunen
Die beiden nachfolgenden Tabellen haben eine Gültigkeit vom 1. März 2015 bis 29. Februar 2016.
| Lehrjahr | Entgelt (EUR) |
| -------- | ------------- |
| 1.       | 853,26        |
| 2.       | 903,20        |
| 3.       | 949,02        |
| 4.       | 1.012,59      |

| Lehrjahr | Entgelt (EUR) |
| -------- | ------------- |
| 1.       | 975,69        |
| 2.       | 1.037,07      |
| 3.       | 1.138,38      |

### Auszubildende bei den Ländern
Die beiden nachfolgenden Tabellen haben eine Gültigkeit vom 1. März 2015 bis 29. Februar 2016.
| Lehrjahr | Entgelt (EUR) |
| -------- | ------------- |
| 1.       | 836,82        |
| 2.       | 890,96        |
| 3.       | 940,61        |
| 4.       | 1.009,51      |

| Lehrjahr | Entgelt (EUR) |
| -------- | ------------- |
| 1.       | 960,70        |
| 2.       | 1.026,70      |
| 3.       | 1.133,00      |